# 青木昴

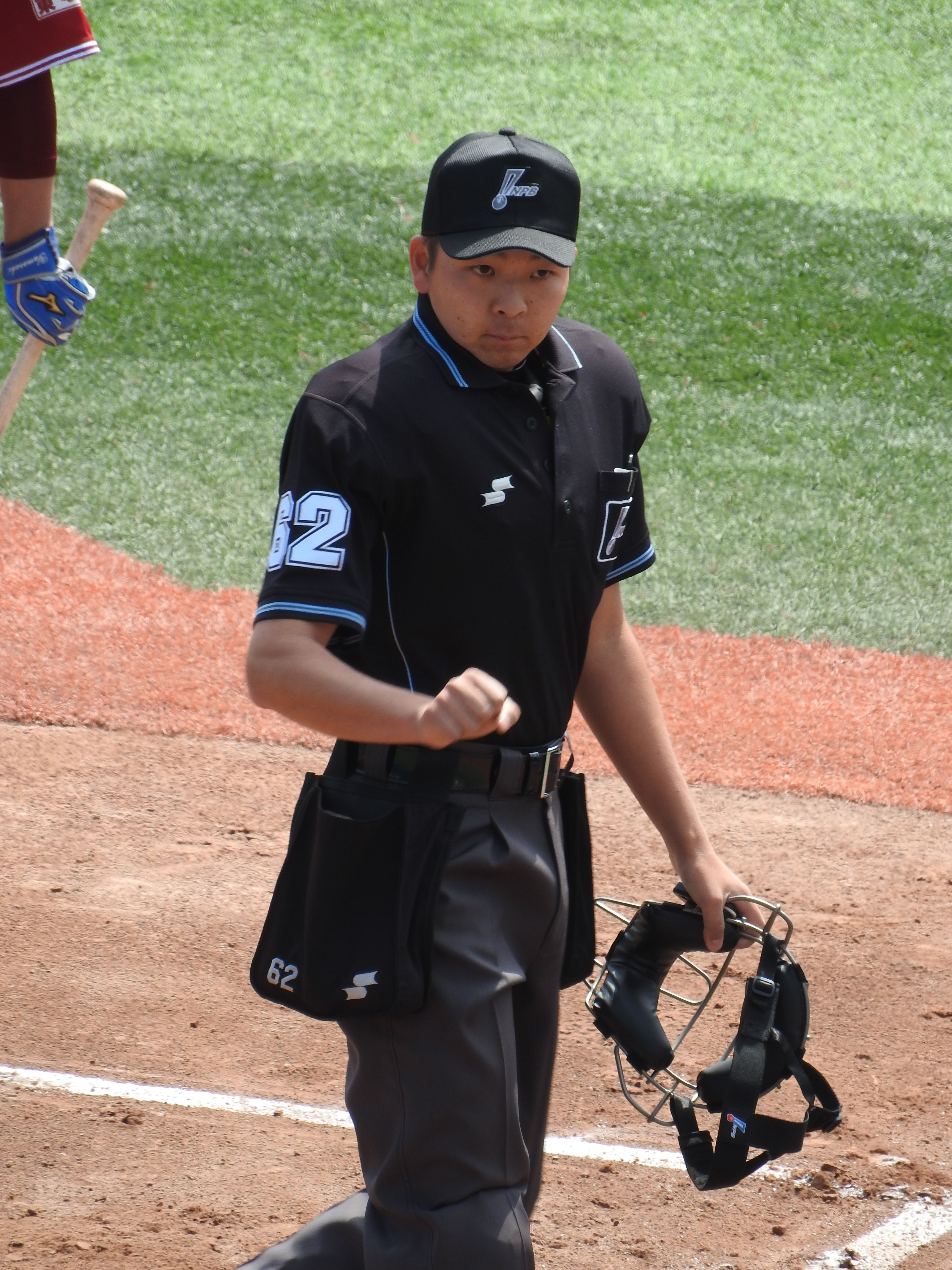
2019年4月20日 横須賀スタジアムにて

青木 昴（あおき すばる、1993年12月4日 - ）は、長野県出身の日本のプロ野球審判員。審判員袖番号は12（2020年までは62）。

## 来歴・人物
松本県ヶ丘高校から大分県の専門学校九州総合スポーツカレッジに進み、在学中に四国アイランドリーグplusの審判員となる。
2013年の第1回NPBアンパイア・スクールに派遣され、2014年3月7日に日本野球機構審判部に入局、同年4月に育成審判員として採用された。このときスクール卒業生から育成審判員・研修審判員には4人が採用されたが、その中で1軍公式戦出場可能な審判員に最初に昇格したのは青木で、2016年だった。
2019年4月10日の埼玉西武ライオンズ対東北楽天ゴールデンイーグルス2回戦（メットライフドーム）で1軍公式戦初出場（三塁塁審）。NPBアンパイア・スクール出身者で1軍公式戦に出場した初の審判員となった。
2025年にはオールスター初出場を果たし、第1戦（7月23日、京セラドーム大阪）で球審を務めた。

## 審判員出場記録
- 出場試合数：172試合
- 初出場：2019年4月10日、埼玉西武ライオンズ対東北楽天ゴールデンイーグルス2回戦（メットライフドーム）三塁塁審[1]。

(記録は2023年シーズン終了時点)

## 表彰
- イースタン・リーグ優秀審判員賞:1回(2019年)

（2022年シーズン終了時）